# 呼続元町
呼続元町（よびつぎもとまち）は、愛知県名古屋市南区の地名。丁番を持たない単独町名である。住居表示実施済み。

## 地理
名古屋市南区の北東部に位置し、東に菊住一丁目・二丁目、西に呼続一丁目・二丁目、南に寺崎町、北に瑞穂区河岸町と瑞穂区土市町と接する。

## 歴史

### 沿革
- 1955年（昭和30年）1月15日 - 南区水車町の一部により、同区呼続元町として成立[6]。
- 1986年（昭和61年）9月16日 - 南区菊住町・朝拝町・宮崎通の各一部を編入する[6]。

## 世帯数と人口
2019年（平成31年）4月1日現在の世帯数と人口は以下の通りである。
| 町丁     | 世帯数  | 人口    |
| -------- | ------- | ------- |
| 呼続元町 | 532世帯 | 1,050人 |

### 人口の変遷
国勢調査による人口の推移
| 1995年（平成7年）  | 1,165人 | [ 7 ]  |  |
| 2000年（平成12年） | 1,228人 | [ 8 ]  |  |
| 2005年（平成17年） | 1,099人 | [ 9 ]  |  |
| 2010年（平成22年） | 1,031人 | [ 10 ] |  |
| 2015年（平成27年） | 990人   | [ 11 ] |  |

## 学区
市立小・中学校に通う場合、学校等は以下の通りとなる。また、公立高等学校に通う場合の学区は以下の通りとなる。
| 番・番地等 | 小学校               | 中学校               | 高等学校 |
| ---------- | -------------------- | -------------------- | -------- |
| 全域       | 名古屋市立呼続小学校 | 名古屋市立新郊中学校 | 尾張学区 |

## 施設
- 安泰寺

## その他

### 日本郵便
- 郵便番号 : 457-0011[3]（集配局：名古屋南郵便局[14]）。